# Cantón de La Chèze
El cantón de La Chèze era una división administrativa francesa, que estaba situada en el departamento de Costas de Armor y la región de Bretaña.

## Composición
El cantón estaba formado por nueve comunas:
- Coëtlogon
- La Chèze
- La Ferrière
- La Prénessaye
- Le Cambout
- Plémet
- Plumieux
- Saint-Barnabé
- Saint-Étienne-du-Gué-de-l'Isle

## Supresión del cantón de La Chèze
En aplicación del Decreto nº 2014-150 de 13 de febrero de 2014, el cantón de La Chèze fue suprimido el 22 de marzo de 2015 y sus 9 comunas pasaron a formar parte del nuevo cantón de Loudéac.